# Haisla (taal)
Haisla is een indiaanse taal, gesproken door de Haisla in de Canadese provincie Brits-Columbia. De taal behoort tot de noordelijke tak van de Wakashtalen, evenals Kwakiutl en Heiltsuk-Oowekyala. Het Haisla wordt gesproken langs de kust van Brits-Columbia tegenover de Haida Gwaii en bestaat uit twee dialecten, Kitamaat of Haisla (X̅aʼislakʼala) en Kitlope (X̅enaksialakʼala). Oorspronkelijk werd de taal door ongeveer 2000 mensen gesproken, maar met de komst van blanken in het gebied van de Haisla ging de taal hard achteruit. Volgens Ethnologue wordt Haisla nog door 25 mensen gesproken. Andere bronnen geven hogere aantallen.

## Voorbeeld
Laˈkas, laˈkas l qi tlʼaˈqʷʼetʼalʼasax̄i, duˈqʷelaya?
Ga, ga naar die els, zie je hem?